# Portuense
Portuense är Roms elfte quartiere och har beteckningen Q. XI. Namnet Portuense kommer av Via Portuense. Quartiere Portuense bildades år 1921.

## Kyrkobyggnader
- Santi Aquila e Priscilla
- Sacra Famiglia a Via Portuense
- Gesù Divino Lavoratore
- San Giovanni Ventitreesimo a Borgata Petrelli
- San Gregorio Magno alla Magliana Nuova
- Nostra Signora di Valme
- Santa Passera
- Santa Silvia
- Santo Volto di Gesù

## Övrigt
- Forte Portuense
- Porta Portese
- Ponte dell'Industria
- Ponte Sublicio
- Ponte della Magliana
- Ponte Testaccio
- Ponte Guglielmo Marconi

## Bilder
| - Santi Aquila e Priscilla. - Sacra Famiglia a Via Portuense. - Gesù Divino Lavoratore. - San Gregorio Magno alla Magliana Nuova. - Nostra Signora di Valme. - Santa Passera. - Santa Silvia. - Santo Volto di Gesù – interiören. |